# غنوش
غنوش مدينة من ولاية قابس في تونس سكانها 22,681 نسمة مشهورة بفلاحتها وإنتاجها للكهرباء والغاز.
و حسب إحصائيات السكان عام 2004 بلغ عدد سكانها 22,681 نسمة ويعتمد سكانها بالأساس في حياتهم المعيشة على الفلاحة السقوية والصيد البحري.